# Liste der Naturdenkmale in Salz (Westerwald)
Die Liste der Naturdenkmale in Salz nennt die im Gemeindegebiet von Salz ausgewiesenen Naturdenkmale (Stand 13. Juni 2024).

## Naturdenkmale
| Nr.         | Bezeichnung                     | Lage                          | Beschreibung                   | Bild            |
| ----------- | ------------------------------- | ----------------------------- | ------------------------------ | --------------- |
| ND-7143-493 | Lindengruppe auf dem Kirchplatz | Salz, bei Hauptstraße 22 Lage | Tilia platyphyllos, drei Bäume | Fotos hochladen |